# Wilhelm Gesenius
Wilhelm Heinrich Friedrich Gesenius, född den 3 februari 1786 i Nordhausen, död den 23 oktober 1842 i Halle an der Saale, var en tysk semitist och teolog.
Gesenius blev professor i exegetik i Halle 1810. Han främjade på ett banbrytande sätt studiet av semitiska språk genom att skapa grammatiska och lexikaliska hjälpmedel, vilka omarbetade fortsatt att vara i bruk. Gesenius forskningar blev även av betydelse för den kritiska bibelforskningen, och han undgick inte att bli anklagad för rationalism. 
Bland hans arbeten märks Thesaurus.... linguæ hebrææ (3 band 1829-1842, avslutad av Emil Roediger 1858), Hebräische Grammatik (1813, 29:e upplagan i två band 1918-29, bearbetad av Gotthelf Bergsträsser, svensk översättning 1849), Hebräisches und chaldäisches Handwörterbuch über das Alte Testament (1812, 17:e upplagan bebarbetad av Frants Buhl med flera 1921, svensk översättning 2 band 1829-32).